# Blues Saraceno
Blues Saraceno (* 17. Oktober 1971 in Hartford, Connecticut) ist ein US-amerikanischer Gitarrist. Neben seiner Solokarriere war er Gastmusiker auf Alben zahlreicher bekannter Künstler und für drei Jahre Mitglied der Glam-Metal-Band Poison, mit der er das Album Crack a Smile … And More aufnahm.

## Biografie
Saraceno wurde als Sohn von Alex Saraceno und dessen Frau geboren, beide Eltern spielen Musikinstrumente. Der musikbegeisterte Vater hörte täglich Schallplatten, bevor er zur Arbeit fuhr. Dadurch bekam sein Sohn schon frühzeitig Kontakt zur Musik so unterschiedlicher Künstler wie Iron Maiden, Santana oder den Allman Brothers. Mit neun Jahren bekam Blues seine erste Gitarre, mit dreizehn begann er nach einem Unfall, mehr Zeit in das Instrument zu investieren und bildete seinen Stil weiter aus, nebenbei arbeitete er im Musikladen eines Bekannten seiner Eltern.
Saracenos zukünftiger Manager, Brian Cohen, besaß ebenfalls ein Musikgeschäft. Auf Bitten von Alex Saraceno hörte sich Cohen das Gitarrenspiel von Blues an und war beeindruckt. Er vermittelte ihm einen Termin mit dem Geschäftsführer von Ibanez, der ebenfalls begeistert war und Saraceno eine neue Gitarre schenkte. Mit dieser Gitarre entstanden erste Demoaufnahmen, die Cohen an Michael Bolton schickte. Bolton war interessiert und ließ den siebzehnjährigen Saraceno ins Studio kommen, wo er mit Bolton und Desmond Child das Lied Emotional Fire aufnahm, das jedoch nicht auf dem nächsten Album Boltons, Soul Provider, enthalten war. Stattdessen erschien es 1989 auf dem Cher-Album Heart of Stone, und Saracenos Gitarrenparts waren erhalten geblieben.
1989 hatte Saraceno auch sein erstes eigenes Album mit dem Titel Never Look Back veröffentlicht, außerdem spielte er für Taylor Dayne auf deren Album Can’t Fight Fate. Er erhielt das Angebot, Jack Bruce auf dessen anstehender Tournee zu begleiten, zu der kurz nach deren Beginn auch Ginger Baker stieß. Neben dem Solomaterial von Bruce spielten sie dadurch auch viel Cream-Material.
Die Band Poison hatte sich 1991 von ihrem Gitarristen C. C. DeVille getrennt und nach einem Ersatz gesucht, um das nächste Album aufnehmen zu können. Zu den Bewerbern um den Posten gehörten Richie Kotzen und Blues Saraceno; die Gruppe entschied sich für Kotzen, mit dem sie das 1993 veröffentlichte Album Native Tongue aufnahm. Nachdem sich der Gitarrist jedoch auf ein Verhältnis mit der Freundin des Schlagzeugers Rikki Rockett eingelassen hatte, wurde er gefeuert. Poison kontaktierte Saraceno als Ersatz für die anstehende Tournee. Anschließend wurde er Mitglied der Gruppe. Mit ihr nahm er 1994 das Album Crack a Smile … And More auf, das von der Plattenfirma jedoch auf Eis gelegt wurde. Stattdessen wurde mit zwei Stücken davon (Lay Your Body Down und Sexual Thing) das Kompilationsalbum Greatest Hits 1986-1996 angereichert.
Nach dem Ende seines Engagements bei Poison begann Saraceno, eine Karriere als Komponist für Film- und Fernsehsendungen, Werbespots und Serien aufzubauen. Für einen US-amerikanischen Musikverlag erarbeitete er einen Katalog, aus dem sich Fernsehserien wie Grey’s Anatomy, Desperate Housewives und Dead Zone versorgten. Seine Musik war auch im Film Dallas 362 zu hören. Außerdem entwickelte er gemeinsam mit seinem Vater Effektpedale (Marke: „Dirty Boy“) für Gitarristen. Eine Rückkehr zur Rockmusik versuchte er im Jahr 2000 mit dem Projekt Transmission OK, doch der kommerzielle Erfolg blieb aus.
Seit den 2010ern widmet sich Saraceno mehr der Blues- und Countrymusik, vor allem in den Richtungen Swamp Rock, Southern Gothic und Alternative Country.

## Vorbilder
Musikalische Vorbilder für Saraceno waren Gitarristen wie Eddie van Halen, Leslie West, Johnny Winter und Ritchie Blackmore.

## Diskografie
Soloalben
- (1989) Never Look Back
- (1992) Plaid
- (1994) Hairpick

Cher
- (1989) Heart of Stone

Taylor Dayne
- (1989) Can’t Fight Fake

Kingdom Come
- (1991) Hands of Time

Poison
- (1996) Greatest Hits 1986-1996
- (2000) Crack a Smile … And More

Ziggy Marley
- (2003) Dragonfly

Melissa Etheridge
- (2004) Lucky

Gorgeous George
- (1999) Gorgeous George

Transmission OK
- (2000) The Sky, The Stars And The Great Beyond…

The Infinite Staircase;
- (2009) The Road Less Taken

Nine One One
- (2018) Wicked Gonna Come

als Gastmusiker
- Return of the Worm, Todd Grubbs, (2011), Grubworm Music
- Double Talkin’ Jive – A Hard Rock Tribute To Guns N’ Roses, (2008), Versailles
- Liquid Piece Of Me, Sergio “SERJ” Buss, (2007)
- Too Fast for Love: A Millennium Tribute to Motley Crue, (2007), Versailles
- Studs n' Sisters, Chris Francis, (2006), Up To Speed Music
- Go with what you know, Dweezil Zappa, (2006), Zappa Records
- Just Like Paradise: A Millennium Tribute to Diamond David Lee Roth, (2005), Versailles
- My World, Kang Ino, (2005), Dream On
- Glitter 4 Your Soul, Rikki Rockett, (2003), Slave To The Rhythm Productions Inc.
- A tribute to Aerosmith - Let The Tribute Do The Talkin, (2002), Mascot
- Tribute to Van Halen (2000), Triage Records
- Automatic, Dweezil Zappa, (2000), Favored Nations
- Aerosmith Tribute: Not The Same Old Song & Dance, (1999), Cleopatra
- Guitar's Practicing Musicians Vol 111, (1994), Guitar Recordings
- Guitar's Practicing Musicians, (1993), Guitar Recordings
- Sammy Says Ouch!, Randy Coven, (1990), Guitar Recordings